# Кондра (река)
Кондра (стар. название Кондрашка) — река в России, протекает по Ярославскому району Ярославской области. Устье реки находится в 14,2 км по левому берегу реки Ить от её устья, на двести метров выше устья реки Соньга. Длина реки составляет 11 км.
Сельские населённые пункты у реки: Василево, Ермаково, Муравино, Нефедницево, Кузнечиха, Артемуха, Дмитриевское, Спас; напротив устья находится Павловское. У Муравино пересекает федеральную автомагистраль М8 «Холмогоры».

## Данные водного реестра
По данным государственного водного реестра России относится к Верхневолжскому бассейновому округу, водохозяйственный участок реки — Волга от Рыбинского гидроузла до города Кострома, без реки Кострома от истока до водомерного поста у деревни Исады, речной подбассейн реки — Волга ниже Рыбинского водохранилища до впадения Оки. Речной бассейн реки — (Верхняя) Волга до Куйбышевского водохранилища (без бассейна Оки).
Код объекта в государственном водном реестре — 08010300212110000010620.